# Аткинс (Ајова)
Аткинс (енгл. Atkins) град је у америчкој савезној држави Ајова. По попису становништва из 2010. у њему је живело 1.670 становника.

## Демографија
Према попису становништва из 2010. у граду је живело 1.670 становника, што је 693 (70,9%) становника више него 2000. године.
| Група             | 2000.       | 2010.         |
| Белци             | 967 (99,0%) | 1.647 (98,6%) |
| Афроамериканци    | 0 (0,0%)    | 1 (0,1%)      |
| Азијати           | 0 (0,0%)    | 1 (0,1%)      |
| Хиспаноамериканци | 8 (0,8%)    | 11 (0,7%)     |
| Укупно            | 977         | 1.670         |